# Llaunes de sopa Campbell's
Llaunes de sopa Campbell's (originalment en anglès Campbell's Soup Cans), també coneguda com 32 llaunes de sopa Campbell's, és una obra d'art produïda el 1962 per l'artista nord-americà Andy Warhol. Consisteix en trenta-dos llenços, cadascun de 50,8 cm d'alçada i 40,6 cm d'amplada (20 × 16 polzades), en els quals hi ha pintada una llauna de sopa Campbell's que reprodueix cadascuna de les varietats de sopa enllaunada que la companyia oferia en aquella època. Les pintures individuals van ser realitzades amb un procés semimecanitzat de serigrafia. El suport de Campbell's Soup Cans respecte dels temes de cultura popular va ajudar l'art pop a instal·lar-se com un moviment artístic de transcendència.
Per a Warhol, un il·lustrador comercial que es convertiria en un autor d'èxit, pintor i director de cinema, aquesta obra va constituir la seva primera exposició individual en una galeria d'art com a artista professional. L'obra, exposada per primera vegada a la Galeria Ferus de Los Angeles, va marcar el debut de l'art pop a la costa oest dels Estats Units. Al principi, la combinació del procés semimecanitzat, l'estil i el tema comercial van causar molèstia, ja que l'evident comercialisme mundà representava una ofensa directa a la tècnica i filosofia de l'expressionisme abstracte, un moviment artístic que va ser dominant durant el període posterior a la Segona Guerra Mundial i que s'aferrava, no només als valors i l'estètica de les «Belles Arts», sinó també a una inclinació mística. Aquesta controvèrsia va conduir a un gran debat sobre l'ètica i els mèrits que suposaven aquest treball. Els motius de Warhol com artista van ser qüestionats, i ho continuen sent avui dia. La gran commoció pública va ajudar a transformar Warhol d'un experimentat il·lustrador comercial dels anys 1950 a un notable artista de belles arts, i el va fer distingir d'altres artistes pop emergents. Encara que la demanda comercial per les seves pintures no va ser immediata, la relació de Warhol amb el tema va fer que el seu nom es convertís en sinònim de les pintures de Llaunes de sopa Campbell's.
Posteriorment, Warhol va produir una àmplia varietat d'obres d'art que representaven llaunes de sopa Campbell's, així com unes altres obres basant-se en una gran varietat d'imatges del món del comerç i dels mitjans de comunicació. El terme Llaunes de sopa Campbell's generalment és usat en referència a la sèrie original de pintures, així com als dibuixos i pintures que Warhol va realitzar posteriorment i que igualment representen llaunes de sopa Campbell's. A causa de la popularitat que al final va assolir la sèrie sencera, la reputació de Warhol va créixer fins a un punt on no només era l'artista pop nord-americà de més gran renom, sinó també l'artista nord-americà viu més cotitzat del moment.

## Antecedents

### Escena artística de Nova York
Warhol va arribar a la ciutat de Nova York el 1949, provinent de l'Escola de Belles Arts de l'Institut Tecnològic Carnegie. Va tenir èxit ràpidament com a dissenyador comercial, i el seu primer dibuix publicat va aparèixer al número d'estiu de la revista Glamur l'any 1949. El 1952, va tenir lloc la seva primera exposició en una galeria d'art —la Galeria Bodley— amb una presentació de treballs inspirats en Truman Capote. L'any 1955, es trobava calcant fotografies de la col·lecció fotogràfica de la Biblioteca Pública de Nova York amb l'ajuda de Nathan Gluck i reproduint-les amb el procés que havia desenvolupat prèviament com a col·legial a Institut Tecnològic Carnegie. Aquest procés, que utilitzaria a les seves obres posteriors, consistia a imprimir il·lustracions amb tinta fresca sobre un paper. Durant els anys 1950, va realitzar exposicions regulars dels seus dibuixos, i fins i tot va arribar a exposar al Museu d'Art Modern de Nova York, amb una exposició titulada Recent Drawings (Dibuixos recents), l'any 1956.

### Art pop
El 1960, Warhol va començar a realitzar les seves primeres pintures sobre llenç, basades en dibuixos de tires còmiques. Al final de 1961, va aprendre el procés del serigrafiat amb l'ajuda de Floriano Vecchi, qui havia dirigit la «Tiber Press» des de 1953. Encara que el procés comença generalment amb un dibuix amb una plantilla, freqüentment es desenvolupa a partir d'una fotografia ampliada que més tard és estampada amb l'ajuda de goma d'enganxar sobre paper de seda. En qualsevol cas, es necessita produir una versió basada en goma d'enganxar d'una imatge positiva bidimensional (positiva significa que els espais oberts es deixen on la pintura apareixerà). Normalment, la tinta és estesa sobre el mitjà perquè passi a través del paper de seda i no a través de la goma d'enganxar.Les Llaunes de sopa Campbell's van ser unes de les primeres produccions serigràfiques de Warhol; les primeres de totes van ser bitllets de dòlars nord-americans. Les peces, cadascuna d'un color, estaven fetes amb plantilla. Warhol no va utilitzar fotografies per a serigrafiats fins després d'acabar la sèrie original de llaunes de sopa Campbell's.

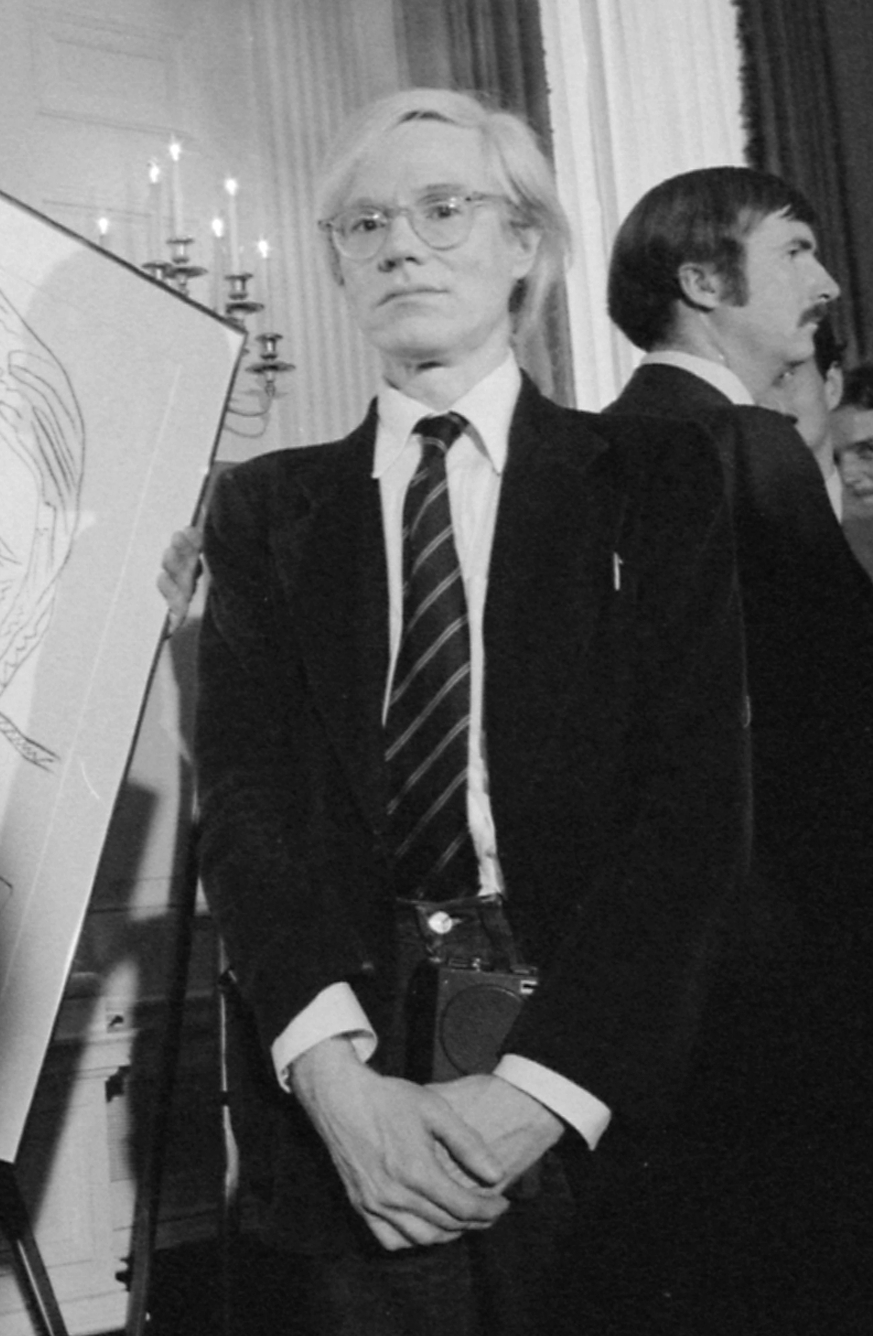
Andy Warhol, el creador de l'extensa sèrie de pintures de Llaunes de sopa Campbell's

Encara que Warhol havia realitzat serigrafiats de tires còmiques i altres temes d'art pop, suposadament es va encarregar les llaunes de sopa a si mateix per evitar competir amb l'estil més refinat dels còmics de Roy Lichtenstein. De fet, una vegada va dir: 
| « | He de fer alguna cosa que realment tindrà un gran impacte, que serà prou diferent de Liechtenstein i James Rosenquist, que serà molt personal, que no es veurà com si estigués fent exactament el mateix que ells. | » |

El febrer de 1962, Liechtenstein va exposar les seves obres en una exposició de dibuixos animats en què totes les obres van ser venudes en l'epònima Galeria Leo Castelli, acabant amb la possibilitat que Warhol exposés els seus propis dibuixos animats. De fet, el mateix Leo Castelli havia visitat la galeria de Warhol el 1961 i va dir que el treball que va veure allà era molt similar al de Liechtenstein, encara que les obres d'art caricaturesc de Warhol i Liechtenstein diferien en temes i tècniques (per exemple, les figures de la tira còmica de Warhol eren caricatures humorístiques de la cultura popular com Popeye, mentre que les de Liechtenstein eren generalment d'herois i heroïnes estereotípiques, inspirats per tires còmiques d'aventura i idil·li). En aquell moment, Castelli va decidir no representar aquells artistes tot i que posteriorment, el 1964, exposaria algunes obres de Warhol, com ara les seves reproduccions de caixes de suc de tomàquet Campbell's i les caixes de sabó Brillo. Tornaria a exposar els treballs de Warhol el 1966. L'exposició individual de Liechtenstein el 1962 va ser seguida per la de Wayne Thiebaud el 17 d'abril d'aquell any a la Galeria Allan Stone, on es van exposar representacions de menjar nord-americà, cosa que va inquietar Warhol, ja que va sentir que amenaçava les seves pròpies obres de llaunes de sopa. Warhol estava considerant tornar a la Galeria Bodley, però al director de la galeria no li van agradar les seves obres d'art pop. El 1961, Allan Stone li va oferir a Warhol una exposició conjunta amb uns altres dos artistes, James Rosenquist i Robert Indiana, a la Galeria de 18 East i el Carrer 82, però els tres es van sentir insultats amb aquesta proposició.
Irving Blum va ser el primer comerciant a exposar les pintures de les «llaunes de sopa» de Warhol. El maig de 1962 Blum visitava Warhol, just en el moment en què Warhol va aparèixer en un article de l'11 de maig de la revista Time anomenat «The Slice-of-Cake School» (que incloïa una mostra dels bitllets d'un dòlar serigrafiat de Warhol) juntament amb Liechtenstein, Rosenquist i Wayne Thiebaud. Warhol va ser l'únic que va aparèixer fotografiat a l'article, cosa que indica el seu poder per manipular els mitjans de comunicació. Blum va veure dotzenes de variacions de les Llaunes de sopa Campbell's aquell dia, incloent-hi una quadrícula amb cent llaunes de sopa. Blum estava sorprès que Warhol no estigués associat a cap galeria d'art i li va oferir una exposició a la Galeria Ferus de Los Angeles. Aquesta seria la primera exposició individual del seu art pop. Blum li va assegurar a Warhol que la recent creada revista Artforum, que tenia una oficina al pis superior de la galeria, cobriria l'esdeveniment. No només va ser la primera exposició en una galeria d'art totalment enfocada en Warhol sinó que va ser, a més, considerada la millor estrena d'una exposició d'art pop a la Costa oest.

## Descripció

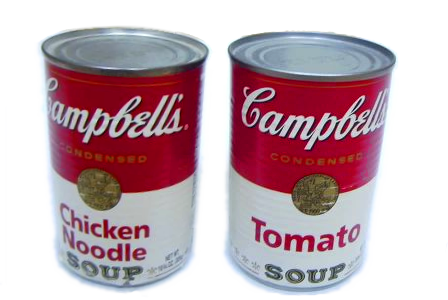
Llaunes de sopa Campbell's, la base dels quadres de Warhol

Warhol li va enviar a Blum trenta-dos llenços de 50,8 × 40,6 cm amb representacions de llaunes de sopa Campbell's, cada un retratant un dels diferents gustos disponibles en aquella època. Les trenta-dues pintures són molt similars: cada una és una representació realista de la icònica llauna de sopa Campbell's vermella i blanca serigrafiada sobre un fons blanc. Les pintures tenen variacions menors als noms que indiquen el gust de cada sopa. La majoria d'aquests noms estan escrits amb lletres vermelles; no obstant això, quatre varietats porten a més unes altres lletres negres, acompanyant les vermelles: la Sopa de cloïsses (Clam Chowder) té lletres negres sota el nom de la varietat que diuen «Estil Manhattan» («Manhattan Style»), cosa que indica que la sopa té una base de tomàquet i brou en comptes del tradicional estil New England basat en crema; la de Carn de bou (Beef) té lletres negres sota el nom de la varietat que diuen «Amb vegetals i ordi» («With Vegetables and Barley»); la de Brou escocès (Scotch Broth) té també lletres negres sota el nom de la varietat que diuen «Una sopa abundant» («A Hearty Soup») i la de Minestrone, que igualment té lletres negres que diuen «Sopa de vegetals estil italià» («Italian-Style Vegetable Soup»). Hi ha dues varietats que presenten, a més, paraules entre parèntesis amb lletres vermelles, sota del nom de la varietat: Brou de bou (Beef Broth), la paraula entre parèntesis és «Bouillon», i Consomé (Consommé), que indica «Beef». La mida de la lletra només difereix lleugerament al nom de les varietats; tanmateix, hi ha unes quantes diferències notables al seu estil. La de Tomàquet i arròs estil tradicional (Old-fashioned Tomato Rice) és l'única varietat on el nom està escrit amb minúscules.
Aquesta escriptura en minúscules aparenta ser d'un tipus de lletra lleugerament diferent de les altres. Existeixen, a més, unes altres diferències d'estil. Old-fashioned Tomato Rice té la paraula «Sopa» escrita a la part inferior de la llauna, ocupant el lloc on les altres trenta-una varietats presenten una sèrie de flors de lis ornamentals. A més, Formatge Cheddar (Cheddar Cheese) té dues bandes o llistons daurats: a la part central-esquerra, un que diu «Nou!» (New!), i al centre un altre que diu «Grandiós com salsa també!» (Great As A Sauce Too!).

## Estrena
L'exposició es va inaugurar el 9 de juliol de 1962 a la Galeria Ferus de Los Angeles, estant Warhol absent. Les trenta-dues pintures individuals de llaunes de sopa van ser col·locades en una sola fila a la paret, com si fossin productes en prestatges, cada una exposada en estrets prestatges individuals. L'impacte de les obres va ser moderat en aquell moment, però avui en dia es considera que aquella exposició va tenir un impacte històric de gran magnitud, sent el punt clau per al sorgiment de l'art pop. El públic a la galeria no estava segur de què pensar sobre l'exposició. Un article de John Coplans per a la revista Artforum —el qual va ser en part incitat per l'exposició de dotzenes de pintures de llaunes de sopa en una galeria pròxima, i aquestes amb un anunci oferint-les a tres per 60 centaus de dòlar— va facilitar que la gent es posés a favor de Warhol. En realitat, pocs van veure les pintures a l'exposició de Los Angeles o a l'estudi de Warhol, però la notícia es va difondre ràpidament a causa de la controvèrsia i l'escàndol que van produir aquestes obres, que aparentment intentaven duplicar l'aparença d'objectes manufacturats. L'ampli debat sobre l'ètica i els mèrits d'enfocar els esforços d'una persona en un model comercial inanimat tan mundà va mantenir el treball de Warhol dins de les converses del món artístic. Els experts no podien creure que un artista reduís la manifestació de l'art a l'equivalent d'una visita al supermercat. Tanmateix, les converses sostingudes al voltant del tema no es van traduir en èxit monetari per a Warhol. Dennis Hopper va ser el primer de només mitja dotzena de persones a pagar cent dòlars per una pintura. Blum va decidir intentar mantenir els trenta-dos llenços com un grup intacte i va tornar a comprar les poques vendes. Això va complaure Warhol, que les havia concebut originalment com un grup i va acceptar vendre el conjunt a Blum per deu pagaments mensuals de 100 dòlars. Warhol havia viscut la seva primera exposició artística seriosa. Desafortunadament, mentre aquesta exposició estava presentant-se a Los Angeles, se'n va cancel·lar una altra planejada per al desembre de 1962.
L'exposició a Ferus va concloure el 4 d'agost de 1962, un dia abans de la mort de Marilyn Monroe, de qui Warhol va adquirir un fotograma publicitari de la pel·lícula Niàgara, que va usar més tard per produir una de les seves obres més conegudes: la seva pintura de Marilyn. Encara que Warhol va continuar pintant més art pop, incloent-hi llaunes de cafè Martinson, ampolles de Coca-cola, S&H Green Stamps i més llaunes de sopa Campbell's, aviat es va donar a conèixer com l'artista que pintava celebritats. Va tornar a la galeria de Blum per exposar les seves pintures d'Elvis Presley i Elizabeth Taylor l'octubre de 1963. Els admiradors de Warhol, Dennis Hopper i Brooke Hayward (la dona d'Hopper en aquell moment) van organitzar una festa de benvinguda per a l'esdeveniment.
Ja que Warhol no va donar cap indicació sobre un ordre definit per a la col·lecció, la seqüència de les llaunes escollida pel Museu d'Art Modern de Nova York a l'exposició permanent de la col·lecció reflecteix l'ordre cronològic en què les varietats van ser comercialitzades per Campbell Soup Company, començant amb Tomàquet (Tomato) a la cantonada superior esquerra, que va aparèixer el 1897.

## Motivació
Existeixen moltes històries anecdòtiques que intenten explicar per què Warhol va escollir les llaunes de sopa Campbell's com el punt central del seu art pop. Una raó donada és que necessitava un nou tema després que decidís abandonar les tires còmiques, decisió presa en part a causa del seu respecte pel treball de Roy Lichtenstein, que considerava més refinat.
D'acord amb Ted Carey —un dels marxants d'art de Warhol a finals dels anys 1950— va ser Muriel Latow qui li va suggerir que pintés les llaunes de sopa i els bitllets de dòlars. Muriel Latow en aquella època aspirava a convertir-se en decoradora d'interiors i era propietària de la Galeria d'Art Latow al veïnat d'Upper East Side, a Manhattan, Nova York. Li va dir a Warhol que havia de pintar «una cosa que veiés cada dia i que tots reconeixerien. Una cosa de l'estil d'una llauna de sopa Campbell's». Ted Carey, que era allà en aquell moment, va dir que Warhol va respondre: «Oh, això sembla fabulós». D'acord amb Carey, Warhol va anar a un supermercat l'endemà i va comprar una caixa de «totes les sopes», que Carey va assegurar veure quan va ser al departament de Warhol l'endemà.

Quan el crític d'art G.R. Swenson li va preguntar a Warhol el 1963 per què pintava llaunes de sopa, l'artista va respondre:
| « | Solia beure-les, solia tenir el mateix dinar cada dia, durant vint anys. | » |

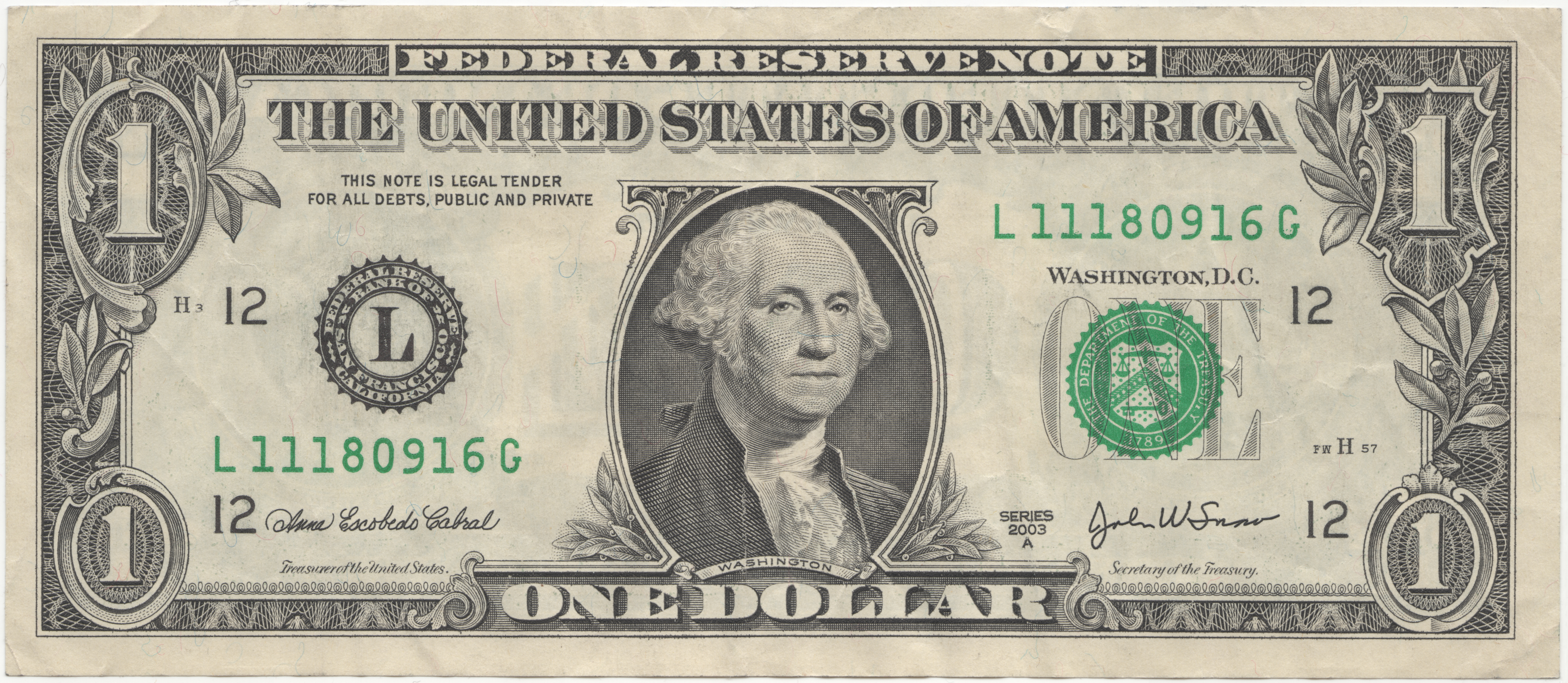
Billet d'un dòlar nord-americà amb el retrat de George Washington en què es va inspirar Andy Warhol per la seva sèrie de «bitllets» cap a 1962

Un altre relat sobre la influència de Latow sobre Warhol sosté que ella li va preguntar què era el que estimava més i com que Warhol va respondre els «diners», li va suggerir que pintés bitllets de dòlars nord-americans. D'acord amb aquesta història, Latow més tard li va recomanar que, a més de pintar diners, hauria de pintar alguna cosa més que fóra molt senzill, com ara llaunes de sopa Campbell's.

En una entrevista per a la revista londinenca The Face el 1985, David Yarritu li va preguntar a Warhol sobre unes flors que la mare d'Andy solia fer amb llaunes. A la seva resposta, Warhol les va esmentar com una de les raons darrere de les seves primeres pintures de llaunes: 
| « | David Yarritu: Vaig sentir que la teva mare solia fer petites flors de llauna i les venia per a donar-te suport durant els primers dies. Andy Warhol: Oh Déu, sí, és veritat, les flors de llauna estaven fetes amb aquestes llaunes de fruita, aquesta és la raó per la qual vaig fer les meves primeres pintures de llaunes... Agafes una llauna, com més gran sigui la llauna millor, com les de mida familiar on venen meitats de préssec, i crec que les talles amb tisores. És molt senzill i simplement fas flors amb elles. La meva mare sempre tenia munts de llaunes al voltant, incloent les llaunes de sopa. | » |

Diverses històries suggereixen que l'elecció de Warhol de les llaunes de sopa reflectia la seva àvida devoció per les sopes Campbell com a consumidor. Robert Indiana va dir una vegada:
| « | Coneixia l'Andy molt bé. La raó per la qual pintava llaunes de sopa és que li agradava la sopa. | » |

 Pensava que s'havia centrat en les llaunes de sopa perquè componien un aliment bàsic de la seva dieta diària. Altres van fer l'observació que Warhol simplement pintava coses que li eren pròximes sentimentalment. Gaudia menjant sopa Campbell's, tenia predilecció per la Coca-cola, estimava els diners i admirava els actors de cinema. D'aquesta manera, tot això es va tornar part del seu treball. Una altra història diu que els seus dinars diaris al seu estudi consistien en una sopa Cambpell's i Coca-cola, i així, la seva inspiració va venir de veure les llaunes i les ampolles buides acumulades al seu escriptori.
Warhol no va escollir les llaunes a causa de les seves relacions comercials amb la Campbell's Soup Company. Encara que la companyia en aquesta època venia quatre de cada cinc llaunes de sopa preparada als Estats Units, Warhol preferia que la companyia no s'involucrés «perquè tot el punt es perdria amb qualsevol mena d'associació comercial». Tanmateix, el 1965 la companyia el coneixia tant que Warhol va ser capaç de convèncer-los perquè li permetessin usar etiquetes de llaunes reals com invitacions per a una exposició; la companyia fins i tot va encarregar un quadre.

## Missatge
Warhol tenia una visió positiva de la cultura ordinària i sentia que els expressionistes abstractes s'havien obstinat massa a ignorar l'esplendor de la modernitat. La sèrie de Llaunes de sopa Campbell's, juntament amb les seves altres sèries, li van donar una oportunitat d'expressar la seva visió positiva de la cultura moderna. No obstant això, la seva actitud inexpressiva va procurar ser desproveïda de comentaris emocionals i socials. De fet, el treball estava previst per a no tenir cap personalitat o expressió individual. La visió de Warhol està resumida a la cita: 
| « | (...) un grup de pintors ha arribat a la conclusió comuna que els més banals i fins i tot vulgars elements de la civilització moderna poden, en transportar-se al llenç, convertir-se en Art. | » |

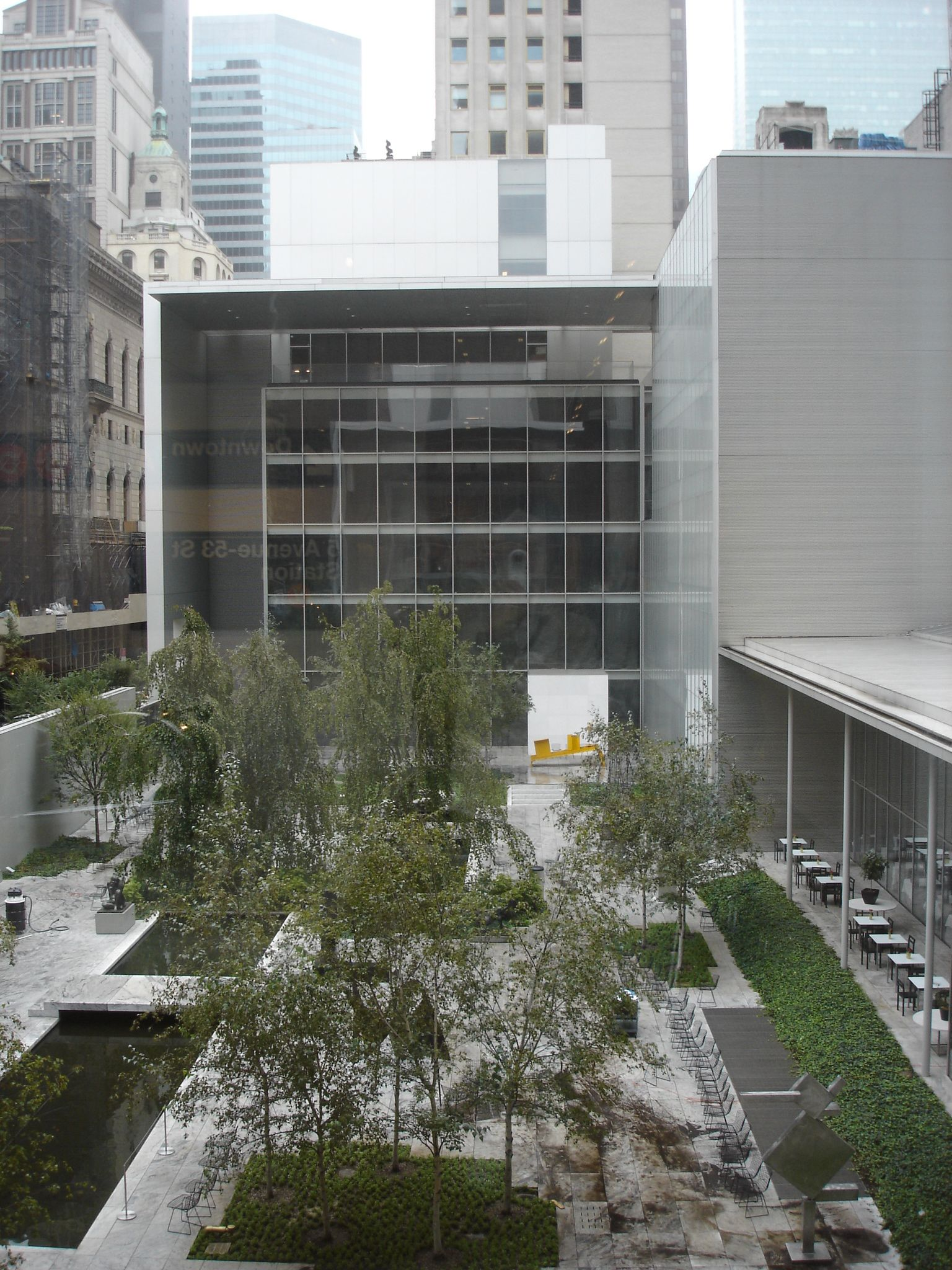
Museu d'Art Modern de Nova York, recinte on es troba actualment la sèrie

Les seves obres d'art pop diferien de treballs seriats d'artistes com Monet, que es valia de sèries per representar la percepció refinada i mostrar que un pintor podia recrear canvis en el temps, la llum, les estacions i el clima amb l'ull i la mà. Warhol és entès com un representant de l'era moderna de la comercialització i la monotonia sense criteri. Quan Warhol mostrava ocasionalment variacions no era «realista». Les seves variacions posteriors al color van ser gairebé una burla de la percepció refinada. La seva adopció del procés de serigrafia pseudoindustrial anava en contra de l'ús de les sèries per demostrar la subtilesa. Warhol va cercar rebutjar la invenció i el matís donant la sensació que el seu treball havia estat imprès, i de fet, recreava imperfeccions sistemàticament. Les seves obres seriades el van ajudar a escapar de la creixent ombra de Liechtenstein. Encara que les seves «llaunes de sopa» no van ser considerades tan escandaloses i vulgars com unes altres de les seves primeres obres d'art pop, ofenien les sensibilitats del món de l'art que s'havien desenvolupat per prendre part de les emocions íntimes de l'expressió artística.
Contrastant amb les «cistelles de fruita» de Caravaggio, els «préssecs» de Chardin o les «composicions de pomes» de Cézanne, les mundanes Llaunes de sopa Campbell's van deixar glaçat el món de l'art. A més, la idea d'aïllar objectes eminentment recognoscibles de la cultura popular resultava tan ridícula pel món artístic que tant l'ètica com els mèrits del treball van ser temes de debat perfectament raonables pels que no havien vist les peces. L'art pop de Warhol pot ser relacionat amb l'Art Minimalista en el sentit que intenta representar objectes a la seva forma més simple i immediatament recognoscibles. El Pop art elimina els matisos i rerefons que d'una altra forma estarien associats amb les representacions.

Warhol va canviar clarament el concepte de l'apreciació artística. En comptes de l'harmoniosa col·locació tridimensional dels objectes, va escollir derivacions mecàniques de la il·lustració comercial amb un gran èmfasi. Les seves variacions de múltiples llaunes de sopa, per exemple, van fer del procés de repetició una tècnica apreciada: 
| « | Si agafes una llauna de sopa Campbell's i la repeteixes cinquanta vegades, no estàs interessat a la imatge retinal. D'acord amb Marcel Duchamp, el que t'interessa és el concepte que vol posar cinquanta llaunes de sopa Campbell's a un llenç. | » |

Les invariables representacions múltiples de llaunes gairebé es van convertir en una abstracció on els detalls eren menys importants que el conjunt. En un sentit, la representació era més important que el que representava. L'interès de Warhol a la creació d'art pop amb l'ajuda de màquines durant els seus primers dies va ser malinterpretat per la gent del món artístic, on el sistema de valor estava amenaçat per la mecanització.
A Europa, el públic tenia una manera diferent de veure aquestes obres. Molts ho van percebre com una sàtira subversiva i marxista al capitalisme nord-americà. Si no subversiva, era almenys considerada una crítica marxista de la cultura popular. Donat el punt de vista apolític en general de Warhol és poc probable que aquest fóra en realitat el verdader missatge. De fet, és possible que aquest art pop no fos més que un intent d'atreure l'atenció cap al seu treball.
En un intent de complementar el missatge del seu art, Warhol va adoptar una personalitat pop després que els mitjans de comunicació prenguessin nota del seu art. Va començar a manifestar una imatge tipus adolescent, submergint-se a si mateix a la cultura popular dels espectacles de Rock & Roll i les revistes d'aficionats. Mentre que artistes previs utilitzaven la repetició a les seves obres per demostrar la seva habilitat de representar les variacions, Warhol va acoblar la «repetició» amb la «monotonia» en declarar el seu amor sobre els temes d'art.

## Variacions
L'èxit de les sèries originals de Warhol va continuar amb diverses obres relacionades, incorporant el mateix tema de les llaunes de sopa Campbell's. Aquestes obres posteriors, juntament amb els originals, són referides col·lectivament com la Sèrie de llaunes de sopa Campbell's i freqüentment només com Llaunes de sopa Campbell's. Les obres posteriors de llaunes de sopa Campbell's van ser molt diverses. La llargada dels llenços va variar de 50 cm (20 polzades) a 182 cm (6 peus). Generalment, les llaunes eren retratades com si fossin llaunes acabades de fabricar, sense defectes. Ocasionalment, decidia representar-les amb etiquetes tallades, pelades, amb les llaunes aixafades o les tapes obertes. De vegades afegia objectes relacionats com un bol de sopa o un obrellaunes. A vegades també produïa imatges dels objectes relacionats sense la presència de llaunes de sopa, com és el cas de les Caixes de suc de tomàquet Campbell's, que estrictament no formen part de la sèrie encara que són del mateix tema. Molts d'aquests treballs van ser produïts al seu famós estudi «La Fàbrica» (The Factory).

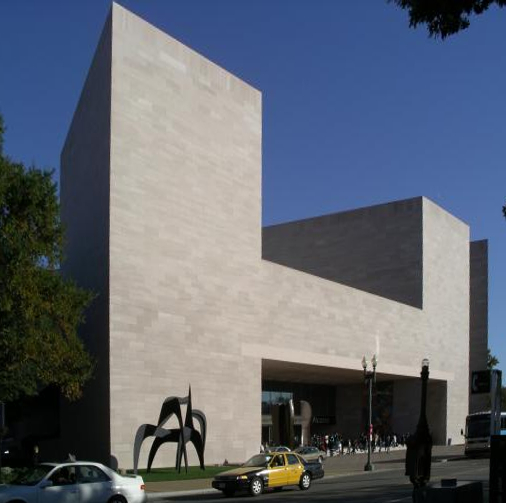
Edifici de la National Gallery of Art a Washington DC on es conserven obres d'Andy Warhol

Irving Blum va fer possible que els trenta-dos llenços originals fossin exposats públicament a través d'un acord amb la National Gallery of Art a Washington DC, en cedir-los en préstec permanent dos dies després de la mort de Warhol. Tanmateix, les Llaunes de sopa Campbell's originals són part de la col·lecció permanent del Museu d'Art Modern de Nova York. Unes pintures anomenades Llaunes de sopa Campbell's II són part de la col·lecció permanent del Museu d'Art Contemporani de Chicago. 200 llaunes de sopa Campbell's, de 1962 (acrílic sobre llenç), a la col·lecció privada de John i Kimiko Power, és la pintura individual més gran de totes les pintures de llaunes de sopa Campbell's. Es compon d'una quadrícula de deu files i vint columnes de llaunes de nombrosos gustos de sopa. Els experts la situen com una de les obres més significatives del pop art, sent tant una representació pop com una conjunció amb els seus predecessors immediats com Jasper Johns i els moviments successors de l'art minimalista i conceptual. La molt similar 100 llaunes és part de la col·lecció del Museu Albright-Knox.
En molts dels altres treballs, incloent-hi la sèrie original, Warhol va simplificar radicalment el medalló d'or que apareix a les llaunes de sopa Campbell's, reemplaçant la parella de figures al·legòriques incloses dins del medalló amb un disc groc sense cap detall. A la majoria de les variacions, l'única insinuació de tridimensionalitat venia de l'ombrejat a la tapa de la llauna; d'una altra forma, la imatge seria plana. Les obres amb etiquetes esquinçades són percebudes com a metàfores de la vida en el sentit que fins i tot el menjar empaquetat ha de trobar la seva fi. Són freqüentment descrites com a expressionistes.

## Vendes
El 1970, Warhol va posar en subhasta Gran llauna de sopa Campbell's amb etiqueta esquinçada (vegetals i bou) —Big Campbell's Soup Can with Torn Label (Vegetable Beef) —de 1962- assolint un preu de 60.000 dòlars, cosa que suposava el rècord de venda en subhasta d'una pintura feta per un artista nord-americà viu. La subhasta es va fer a la Parke-Bernet, la prominent casa de subhastes nord-americana (més tard adquirida per Sotheby's). Aquest rècord va ser trencat uns quants mesos després pel seu rival en l'atenció i aprovació dins del món artístic, Roy Lichtenstein, que va vendre una representació d'una tanca d'arbustos gegants, Gran pintura núm. 6 (Big Painting No. 6) de 1965 per 75.000 dòlars.
El maig de 2006, Llauna de sopa Campbell's amb petit esquinçament (carn d'olla de pebre) —Small Torn Campbell Soup Can (Pepper Pot) —, obra de Warhol de 1962, va ser venuda per 11.776.000 dòlars i va establir el rècord en subhasta per una pintura de la sèrie de llaunes de sopa Campbell's. L'obra va ser unida a la col·lecció d'Eli Broad, un home que una vegada va establir el rècord per la més gran transacció amb targeta de crèdit quan va adquirir El... ho sento («I... I'm Sorry») de Lichtenstein per 2,5 milions de dòlars amb una targeta American Express. La venda de Warhol d'11,7 milions de dòlars va ser part de les vendes d'impressionisme, art modern, postguerra i art contemporani de la casa de subhastes Christie's la primavera de 2006, que en total va recaptar 438.768.924 dòlars.

Llauna de sopa Campbell's amb petit esquinçament (carn d'olla de pebre), del 1962. Fou venut el maig del 2006 per uns 11.8 milions de dòlars.

L'àmplia varietat d'obres produïdes usant un procés semimecanitzat amb l'ajuda de molts col·laboradors, la popularitat de Warhol, el valor de les seves obres i la diversitat d'obres a través de diversos gèneres van fer sorgir la necessitat de crear el Consell d'Autenticitat de l'Art d'Andy Warhol per certificar l'autenticitat de les seves obres.

## Etapes
La producció de llaunes de sopa Campbell's d'Andy Warhol va passar per tres etapes diferents. La primera va tenir lloc el 1962, en la que va crear imatges realistes, i fins i tot va produir nombrosos traços a llapis del tema. El 1965, Warhol va reprendre aquest tema quan va reemplaçar arbitràriament els colors originals vermell i blanc amb una àmplia varietat de tints. Al final de 1970, novament va tornar a les llaunes de sopa, aquesta vegada invertint i revertint les imatges. No obstant això, algunes personalitats del món de l'art consideren que les obres de Warhol que van ser completades després de les ferides de bala que va rebre en un atemptat que va patir el 1968 —ocorregut el dia anterior de l'assassinat de Robert Kennedy— són menys significatives que aquelles produïdes anteriorment.
Avui dia, les obres més famoses de Llaunes de sopa Campbell's de Warhol corresponen a la seva primera fase. Warhol és, a més, reconegut per les seves icòniques sèries de serigrafiats de celebritats com Elvis Presley, Marilyn Monroe, Elizabeth Taylor i Mao Tse Tung, produïdes durant la seva fase de serigrafiat entre 1962 i 1964. De fet, els temes més recurrents de les seves pintures van ser Taylor, Monroe, Presley, Jackie Kennedy i celebritats similars, superant les llaunes de sopa. A més de ser un notable artista, Warhol va ser un cèlebre cinematògraf, autor i il·lustrador comercial. Pòstumament, Warhol es va convertir en la persona amb el museu d'art més gran dels Estats Units dedicat a un únic artista.[65] [66] Moltes exposicions de l'art de Warhol inclouen material de les seves produccions com a director cinematogràfic. Alguns diuen que les seves contribucions com a artista empal·lideixen en comparació amb aquelles com a director de cinema. Altres deixen clar que no era precisament l'artista més hàbil de la seva època. No obstant això, les seves tècniques van ser emulades per altres respectats artistes, i les seves obres continuen cotitzant-se per grans sumes de diners.